# Missione Eagle
Missione Eagle è un romanzo di Clive Cussler, scritto nel 1984, che rientra nella saga del noto oceanografo Dirk Pitt, protagonista delle avventure a sfondo marinaresco di Cussler.

## Trama
Il presidente degli Stati Uniti d'America sta promuovendo al Congresso una politica di aiuto ai paesi dell'Est, colpiti dalla recessione economica dovuta al crollo del comunismo, ma si trova a dover affrontare un disastro ecologico: il mare al largo dell'Alaska sta diventando mortale per ogni forma di vita che lo attraversa. Per risolvere questo problema viene chiamata la National Underwater and Marine Agency, in particolare viene coinvolto Dirk Pitt, direttore dei progetti speciali e Albert Giordino, il suo fedele compagno di avventure. Essi riescono a localizzare il punto della fuga della sostanza tossica, che in realtà proviene da contenitori rubati dall'esercito contenenti gas nervino, in un'isoletta vulcanica che ha inglobato il relitto di una nave, la Pilottown. Nella neutralizzazione del veleno, per via di un sommovimento del vulcano, resta uccisa un'amica di Pitt, il quale giura vendetta ai responsabili dell'avvelenamento. Nel frattempo il presidente è scomparso senza lasciare traccia, insieme ai tre più importanti personaggi del governo. Si scoprirà che è stato rapito dai russi, che, in combutta con un'agenzia di navigazione coreana, la Bougainville Maritime (anche responsabile del disastro della Pilottown), impiantano nel cervello del capo di Stato una trasmittente, con cui ne possono controllare le mosse. Il libro termina con un'esilarante scena di inseguimento marittimo, tra un battello a vapore del Mississippi, la Stonewall Jackson e una nave della Bougainville. Pitt riuscirà a vendicare la morte dell'amica uccidendo l'ottantenne proprietaria della Bougainville, ma nello scontro perderà un investigatore, suo amico, che era stato di grande aiuto nella ricerca del colpevole, Sal Casio. Il presidente verrà deposto per il suo tentativo di sciogliere le camere e al potere andrà il suo vice Margolin, anche lui catturato dai russi, ma in perfette condizioni mentali.

## Edizioni
- Clive Cussler, Missione Eagle, traduzione di Giuseppe Settanni, collana La Scala b, Rizzoli, 1987,  p. 512, ISBN 88-17-67314-5.
- Clive Cussler, Missione Eagle, traduzione di Giuseppe Settanni, Scala stranieri, Rizzoli, 1987,  p. 512, ISBN 9788817673143.
- Clive Cussler, Missione Eagle, traduzione di Giuseppe Settanni, La Gaja scienza, Longanesi, 21 settembre 2001,  p. 516, ISBN 978-88-304-1598-0.
- Clive Cussler, Missione Eagle, traduzione di Giuseppe Settanni, Teadue, TEA, 2002,  p. 512, ISBN 978-88-502-0259-1.
- Clive Cussler, Missione Eagle, traduzione di Giuseppe Settanni, Super TEA, TEA, 19 giugno 2014,  p. 516, ISBN 978-88-502-3722-7.
- Clive Cussler, Missione Eagle, traduzione di Giuseppe Settanni, Tea più, TEA, 11 luglio 2019,  p. 56, ISBN 978-88-502-5456-9.